# 崔容根

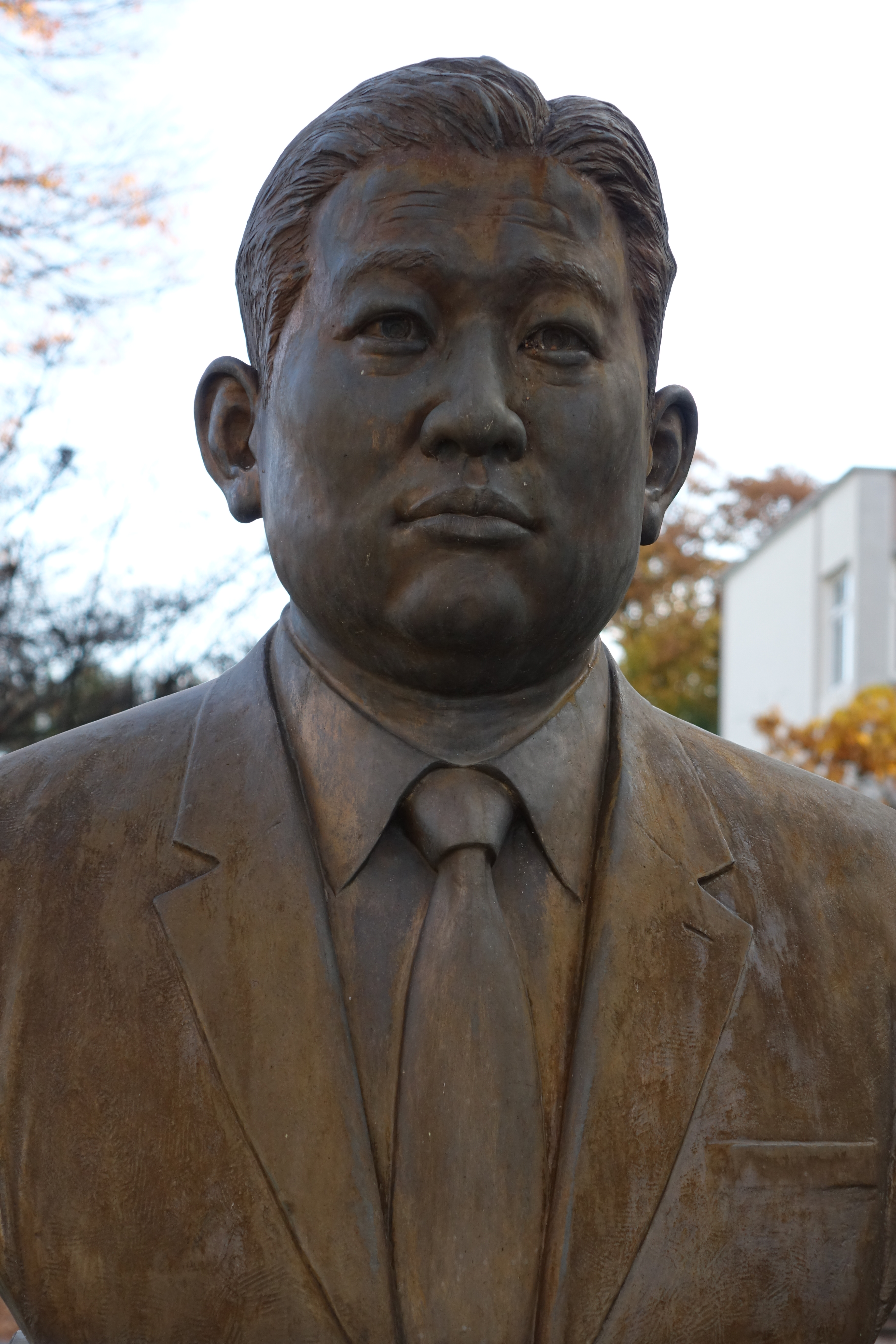
銅像

崔 容根（チェ・ヨングン、朝鮮語: 최용근、1919年11月9日 - 1969年8月25日または1973年1月29日）は、大韓民国の教育者、政治家。第3・4代韓国国会議員。本貫は江陵崔氏。

## 経歴
日本統治時代の江原道江陵郡出身。江陵公立農業学校（現・江陵中央高等学校）、春川公立農業学校農林科、盛岡高等農林学校林学科卒。
江陵農高教員、水原農科大学（現・ソウル大学校農科大学）講師、江陵公立農業学校校長、東国大学校講師、大韓教育連合会（現・韓国教員団体総連合会）中央代議員を経て、1954年の第3代総選挙と1958年の第4代総選挙で自由党の候補として2回連続当選し、自由党江陵甲区党委員長、国会財政経済委員長・予算決算委員長を歴任した。5・16軍事クーデター以降の第6代総選挙では民主共和党の候補として出馬したが落選した。その後は新韓党党務委員を務めた。
第9代総選挙の直前だった1973年1月29日、新民党江原3地区党委員長として党員3人と溟州郡墨湖邑のセマウル食堂で夕食をとっていたところに倒れ、病院に搬送されたが死去。享年54。

## エピソード
校長を務めた江陵公立農業学校の後身である江陵中央高等学校には銅像が建っている。